# DJ SODA
DJ SODA(DJ 소다, 1988년 4월 7일 ~ )는 대한민국의 여성 DJ로 주로 활동하는 클럽은 매드홀릭, 옥타곤이다. 예명의 유래는 마시는 소다가 아닌, 본명에서 나온 별명인 ' 황소희'이다. 이것이 후에 '(나는 황)소다'로 이어졌다.

## 출연작

### 예능
- MBC 미스터리 음악쇼 복면가왕 - 판정단

### 뮤직비디오
- C.I.V.A - 왜 불러 (2016년)

### 영화
- 컴, 투게더 - 클럽 DJ 역 (2017년)